# N.E.C. in het seizoen 2011/12
Dit is een pagina met diverse statistieken van de Nederlandse voetbalclub N.E.C. uit het seizoen 2011/2012. N.E.C. nam deel aan de Eredivisie en nam deel aan de KNVB beker. Daarin werden ze in de kwartfinale uitgeschakeld door PSV. Het werd 3-2.

## Wedstrijden

### Voorbereiding en overige oefenwedstrijden
| Datum           | Tijdstip | Thuis              | Uitslag | Uit             | Doelpuntenmakers N.E.C.                                                               | Bijzonderheden                         | Locatie                                    | Opstelling N.E.C. |
| --------------- | -------- | ------------------ | ------- | --------------- | ------------------------------------------------------------------------------------- | -------------------------------------- | ------------------------------------------ | --- |
| 2 juli 2011     | 19:00    | Beuningse Boys     | 0-11    | N.E.C.          | Schone (2*), George (2*), Ten Voorde (2*),Goossens, Cmovs, Van der Velden, Foor, Loen |                                        | Sportpark Beuningse Boys, Beuningen        | Eerste helft: Cillessen, Will, Cmovs, Zomer, Amieux, Van der Velden, Koolwijk, Schøne, George, Nijland en Goossens Tweede helft: Babos, Wellenberg, Nuytinck, Grootfaam, Stadhouders, Loen, Foor, Ten Voorde, Latupeirissa, Fejzullahu en Platje      |
| 5 juli 2011     | 19:00    | AWC                | 0-7     | N.E.C.          | Ten Voorde (2*), Amieux, Platje, Koolwijk, Schøne, Van der Velden                     |                                        | De Wijchert, Wijchen                       | Eerste helft: Cillessen, Will, Cmovs, Nuytinck, Amieux, Van der Velden, Koolwijk, Goossens, Platje, Schøne en Fejzullahu Tweede helft: Babos, Grootfaam, Cmovs, Zomer, Stadhouders, Amieux, Foor, George, Ten Voorde, Nijland en Latupeirissa         |
| 9 juli 2011     | 19:00    | N.E.C.             | 1-0     | FC Nordsjælland | Schøne                                                                                |                                        | Sportpark De Heikant, Groesbeek            | Cillessen (46' Babos), Grootfaam (46' Cmovs), Nuytinck, Zomer, Amieux, Van der Velden (61' Stadhouders), Koolwijk (61' Fejzullahu), Schøne (61' Foor), Goossens (61' Latupeirissa), Platje (61' Ten Voorde), Nijland.                                 |
| 13 juli 2011    | 19:00    | OH Leuven          | 0-2     | N.E.C.          | Van der Velden, Van Eijden                                                            |                                        | Den Dreef, Heverlee                        | Cillessen (46' Babos), Cmovs (62' Grootfaam), Zomer (62' Van der Eijden), Nuytinck, Amieux (46' Will), Koolwijk (62' Stadhouders), Van der Velden (62' Latupeirissa), Goossens (46' Foor), Platje, Schøne (62' Fejzullahu), Nijland (62' Ten Voorde). |
| 23 juli 2011    | 19:00    | FC Eindhoven       | 0-1     | N.E.C.          | Platje                                                                                |                                        | Jan Louwers Stadion, Eindhoven             | Cillessen; Cmovs, Nuytinck, Zomer, Will; Van der Velden, Koolwijk, Goossens; Platje, Schøne, Nijland |
| 27 juli 2011    | 19:00    | N.E.C.             | 0-1     | Real Mallorca   |                                                                                       |                                        | De Goffert, Nijmegen                       | Cillessen, Cmovs, Nuytinck, Zomer, Will (57' Amieux, 64' Latupeirissa), Van der Velden, Van Eijden (57' Foor), Goossens, Nijland (57' George), Schone, Platje.                                                                                        |
| 30 juli 2011    | 18:00    | N.E.C.             | 1-1     | Valenciennes FC | Nijland                                                                               | Rood voor Platje, eigen doelpunt Zomer | De Goffert, Nijmegen                       | Cillessen, Cmovs, Nuytinck, Zomer (64' Van Eijden, Will, Koolwijk (72' Foor), Van der Velden (46' Ibrahim), Goossens (46' Platje), George, Schøne (74' Ltupeirissa), Nijland.                                                                         |
| 6 oktober 2011  | nnb      | N.E.C.             | 4-2     | Go Ahead Eagles | Latupeirissa, Nijland, Van der Velden, Amieux                                         | Szélesi op proef                       | De Goffert, Nijmegen                       | |
| 10 januari 2012 | 16:30    | Atlético Malagueño | 1-5     | N.E.C.          | Will, George, Zeefuik, Vadocz, Schöne                                                 | Trainingskamp Mijas, Spanje            | Ciudad Deportiva, Málaga                   | 1ste helft:Paauwe, Will, Cmovs, Nuytinck, Amieux, Foor, Ibrahim, Loen, Stadhouders, Latupeirissa, George. 2e helft: Babos, Conboy, Nuytinck (Cmovs), van Eijden, Szelesi vd Velden, Koolwijk, Vadocz, Schöne, Zeefuik, George (Amieux)                |
| 12 januari 2012 | 16:00    | FC Basel           | 0-0     | N.E.C.          |                                                                                       | Trainingskamp Mijas, Spanje            | Marbella Football Center, Marbella, Spanje | Babos; Szelesi (73. Will), Van Eijden, Nuytinck, Conboy (84. Latupeirissa); Van der Velden (21. Foor), Vadocz (81. Loen), Koolwijk, George (61. Amieux); Schöne (72. Ibrahim), Zeefuik (86. Cmovs)                                                    |
| 20 mei 2012     | 14:00    | BVC '12            | 0-19    | N.E.C.          | Vadócz (6*); Platje (6*), Amieux (3*), Latupeirssa (3*), Stadhouders                  | 100-jarig bestaan BVC '12              | Sportcomplex 't Groothuis, Beek-Ubbergen   | Van Duin (46' Smits), Will, Szélesi (46' Cmovs), Van Eijden (46' Koolwijk), Conboy; Loen, Vadócz, Stadhouders; Latupeirissa, Platje, Amieux. |

### KNVB beker
| Datum                            | Tijdstip | Thuis           | Uitslag | Uit          | Doelpuntenmakers N.E.C.         | Bijzonderheden      | Locatie                    | Opstelling N.E.C. |
| -------------------------------- | -------- | --------------- | ------- | ------------ | ------------------------------- | ------------------- | -------------------------- | --- |
| 20 september 2011                |          | Fortuna Sittard | 2-4     | N.E.C.       | Schöne, Nijland, Platje, Vadócz | Winst na verlenging | Trendwork Arena, Sittard   | Babos, Grootfaam, Cmovs (69' Nijland), Nuytinck, Amieux (69' Conboy), Koolwijk, Vadócz, Foor (46' Zeefuik), Schöne, George, Platje          |
| 27 oktober 2011                  |          | N.E.C.          | 1-0     | FC Volendam  | Latupeirissa                    |                     | De Goffert, Nijmegen       | Babos, Will, Van Eijden, Koolwijk, Cmovs, Vadócz, Schöne, Van der Velden, George (73' Foor) Platje (85' Eppel), Latupeirissa (70' Ibrahim)  |
| 21 december 2011                 | 18:45    | N.E.C.          | 3-0     | Achilles '29 | Vadócz, Goossens, Platje        |                     | De Goffert, Nijmegen       | Babos, Cmovs, Van Eijden, Conboy (57' Amieux), Foor (81' Van der Velden), Ibrahim, Koolwijk, Vadócz, Schöne, Goossens, Zeefuik (61' Platje) |
| 31 januari, 1 of 2 februari 2012 |          | PSV             | 3-2     | N.E.C.       |                                 |                     | Philips Stadion ,Eindhoven | |

### Programma Eredivisie
| Datum             | Tijdstip | Thuis           | Uitslag | Uit             | Doelpuntenmakers N.E.C.                   | Bijzonderheden                                                | Locatie                            | Opstelling N.E.C. |
| ----------------- | -------- | --------------- | ------- | --------------- | ----------------------------------------- | ------------------------------------------------------------- | ---------------------------------- | --- |
| 6 augustus 2011   |          | sc Heerenveen   | 2-2     | N.E.C.          | Nuytinck, Nijland                         |                                                               | Abe Lenstra Stadion, Heerenveen    | Cillessen; Cmovs, Nuytinck, Zomer, Will (59' Amieux); Van der Velden, Koolwijk, Goossens (59' George); Platje, Schøne (78' Foor), Nijland         |
| 15 augustus 2011  |          | N.E.C.          | 2-0     | Excelsior       | Platje (2*)                               |                                                               | De Goffert, Nijmegen               | Cillessen; Cmovs, Nuytinck, Zomer, Goossens (30' Amieux); Van der Velden, Koolwijk, Schøne; George (63' Foor), Platje, Nijland (69' Latupeirissa) |
| 21 augustus 2011  |          | AZ              | 4-0     | N.E.C.          |                                           | 63' rode kaart Cmovs                                          | AFAS Stadion, Alkmaar              | Cillessen;Cmovs, Van Eijden (75' Loen), Nuytinck, Amieux, Van der Velden, Koolwijk, Schøne, George, Platje (78' Foor), Nijland (66'Latupeirissa)  |
| 27 augustus 2011  |          | N.E.C.          | 2-1     | Heracles Almelo | Schøne, Van der Velden                    |                                                               | De Goffert, Nijmegen               | Babos; Grootfaam, Van Eijden, Nuytinck, Amieux; Van der Velden, Koolwijk, Schøne (69' Foor); George, Platje en Nijland (63' Latupeirissa)         |
| 10 september 2011 |          | De Graafschap   | 1-0     | N.E.C.          |                                           |                                                               | De Vijverberg, Doetinchem          | Babos, Cmovs, Van Eijden, Nuytinck, Amieux, Foor (71' Ibrahim), Schøne, Koolwijk, George (45' Zeefuik), Platje, Nijland (58' Vadócz)              |
| 16 september 2011 |          | N.E.C.          | 1-2     | NAC Breda       | Nuytinck                                  |                                                               | De Goffert, Nijmegen               | Babos, Will, Nuytinck, Van Eijden, Amieux; Vadócz, Koolwijk, Foor (83' Grootfaam); George (70' Zeefuik), Platje, Schöne (70' Nijland)             |
| 25 september 2011 |          | RKC Waalwijk    | 2-0     | N.E.C.          |                                           |                                                               | Mandemakers Stadion, Waalwijk      | Babos, Will (68' Van der Velden), Nuytinck, Conboy, Amieux, Vadócz (77' Foor), Koolwijk, Schöne, George (58' Nijland), Zeefuik, Platje            |
| 2 oktober 2011    |          | N.E.C.          | 0-2     | PSV             |                                           |                                                               | De Goffert, Nijmegen               | Babos; Cmovs, Van Eijden, Nuytinck, Conboy; Van der Velden, Vadócz (65' Foor), Koolwijk; Platje, Zeefuik (74' George), Schöne (52' Nijland)       |
| 16 oktober 2011   |          | N.E.C.          | 0-1     | Vitesse         |                                           | Rode kaarten voor Conboy (NEC), Chanturia en Aborah (Vitesse) | De Goffert, Nijmegen               | Babos; Cmovs (80' Foor), Van Eijden, Nuytinck, Conboy; Van der Velden, Koolwijk, Vadócz; Schöne (86' Nijland), Platje (55' George), Zeefuik       |
| 22 oktober 2011   |          | ADO Den Haag    | 1-0     | N.E.C.          |                                           |                                                               | Kyocera Stadion, Den Haag          | Babos; Cmovs, Van Eijden, Nuytinck (67' Foor), Grootfaam; Vadócz, Koolwijk, Schöne; Nijland, George (67' Eppel), Platje (86' Latupeirissa)        |
| 30 oktober 2011   |          | N.E.C.          | 3-1     | FC Utrecht      | Schöne, George, eigen doelpunt Fernández. |                                                               | De Goffert, Nijmegen               | Babos; Will (63' Szelesi), Cmovs, Van Eijden, Conboy; Van der Velden, Koolwijk (35' Ibrahim), Vadócz; Latupeirissa (84' Foor), George, Schöne     |
| 6 november 2011   |          | Feyenoord       | 0-1     | N.E.C.          | Van der Velden                            |                                                               | Stadion Feijenoord, Rotterdam      | Babos; Will, Cmovs, Van Eijden, Conboy; Vadócz, Van der Velden, Koolwijk (86' Platje); George (63' Ibrahim), Latupeirissa (69' Foor), Schöne      |
| 19 november 2011  |          | N.E.C.          | 1-2     | Roda JC         |                                           |                                                               | De Goffert, Nijmegen               | |
| 27 november 2011  |          | N.E.C.          | 0-3     | AFC Ajax        |                                           |                                                               | De Goffert, Nijmegen               | |
| 3 december 2011   |          | FC Groningen    | 3-3     | N.E.C.          |                                           |                                                               | Euroborg, Groningen                | |
| 10 december 2011  |          | FC Twente       | 2-0     | N.E.C.          |                                           |                                                               | De Grolsch Veste, Enschede         | |
| 17 december 2011  |          | N.E.C.          | 2-0     | VVV-Venlo       |                                           |                                                               | De Goffert, Nijmegen               | |
| 22 januari 2012   |          | Vitesse         | 0-1     | N.E.C.          |                                           |                                                               | Gelredome, Arnhem                  | |
| 29 januari 2012   |          | N.E.C.          | 2-0     | ADO Den Haag    |                                           |                                                               | De Goffert, Nijmegen               | |
| 5 februari 2012   |          | N.E.C.          | 0-2     | Feyenoord       |                                           |                                                               | De Goffert, Nijmegen               | |
| 11 februari 2012  |          | Roda JC         | 1-0     | N.E.C.          |                                           |                                                               | Parkstad Limburg Stadion, Kerkrade | |
| 19 februari 2012  |          | AFC Ajax        | 4-1     | N.E.C.          | Van Eijden                                |                                                               | Amsterdam ArenA, Amsterdam         | |
| 26 februari 2012  |          | N.E.C.          | 4-0     | FC Groningen    | George (2*), Goossens, Schöne             |                                                               | De Goffert, Nijmegen               | |
| 4 maart 2012      |          | FC Utrecht      | 0-0     | N.E.C.          |                                           |                                                               | Stadion Galgenwaard, Utrecht       | |
| 10 maart 2012     |          | N.E.C.          | 3-1     | FC Twente       | Schöne, Conboy, Zeefuik                   |                                                               | De Goffert, Nijmegen               | |
| 18 maart 2012     |          | VVV-Venlo       | 0-2     | N.E.C.          | George, Schöne                            |                                                               | Seacon Stadion - De Koel -, Venlo  | |
| 24 maart 2012     |          | NAC Breda       | 1-1     | N.E.C.          | Schöne                                    |                                                               | Rat Verlegh Stadion, Breda         | |
| 1 april 2012      |          | N.E.C.          | 2-0     | De Graafschap   |                                           |                                                               | De Goffert, Nijmegen               | |
| 10 april 2012     |          | Excelsior       | 0-2     | N.E.C.          |                                           |                                                               | Stadion Woudestein, Rotterdam      | |
| 13 april 2012     |          | N.E.C.          | 2-4     | sc Heerenveen   |                                           |                                                               | De Goffert, Nijmegen               | |
| 22 april 2012     |          | PSV             | 2-1     | N.E.C.          |                                           |                                                               | Philips Stadion, Eindhoven         | |
| 29 april 2012     |          | N.E.C.          | 1-1     | RKC Waalwijk    |                                           |                                                               | De Goffert, Nijmegen               | |
| 2 mei 2012        |          | N.E.C.          | 1-1     | AZ              |                                           |                                                               | De Goffert, Nijmegen               | |
| 6 mei 2012        |          | Heracles Almelo | 1-2     | N.E.C.          |                                           |                                                               | Polman Stadion, Almelo             | |

### Playoffs Europa League
| Datum       | Tijdstip | Thuis   | Uitslag | Uit     | Doelpuntenmakers NEC | Bijzonderheden             | Locatie        | Ronde    |
| ----------- | -------- | ------- | ------- | ------- | -------------------- | -------------------------- | -------------- | -------- |
| 10 mei 2012 | 19:00    | NEC     | 3-2     | Vitesse |                      |                            | Goffertstadion | 1e ronde |
| 13 mei 2012 | 14:30    | Vitesse | 2-0     | NEC     |                      | Rode kaart: Nuytinck, Foor | Gelredome      | 1e ronde |

### Plaats op ranglijst na speelronde
| 8 |

| 5 |

| 10 |

| 8 |

| 9 |

| 11 |

| 14 |

| 15 |

| 15 |

| 16 |

| 15 |

| 13 |

| 15 |

| 15 |

| 15 |

| 15 |

| 15 |

| 13 |

| 11 |

| 12 |

| 12 |

| 14 |

| 12 |

| 12 |

| 12 |

| 10 |

| 10 |

| 8 |

| 8 |

| 10 |

| 10 |

| 10 |

| 10 |

| 8 |

### Selectie
| Nr. |                     | Naam                 | Positie      | Wedstrijden | Doelpunten | Assists | Man of the Match | Geel | Rood | Minuten |
| --- | ------------------- | -------------------- | ------------ | ----------- | ---------- | ------- | ---------------- | ---- | ---- | ------- |
| 1   | Vlag van Hongarije  | Gábor Babos          | Doelman      | 30          | 0          | -       | 1                | -    | -    | 2700    |
| 22  | Vlag van Nederland  | Jasper Cillessen     | Doelman      | 3           | 0          | -       | -                | -    | -    | 270     |
| 22  | Vlag van Nederland  | Cees Paauwe          | Doelman      | 0           | 0          | -       | -                | -    | -    | 0       |
| 26  | Vlag van Nederland  | Marco van Duin       | Doelman      | 0           | 0          | -       | -                | -    | -    | 0       |
| 30  | Vlag van Nederland  | Joshua Smits         | Doelman      | 0           | 0          | -       | -                | -    | -    | 0       |
| 2   | Vlag van Hongarije  | Zoltán Szélesi       | Verdediger   | 16          | 0          | -       | -                | 2    | -    | 1017    |
| 3   | Vlag van Nederland  | Rens van Eijden      | Verdediger   | 27          | 1          | -       | -                | 8    | -    | 2389    |
| 4   | Vlag van Nederland  | Bram Nuytinck        | Verdediger   | 25          | 2          | -       | -                | 5    | 1    | 2190    |
| 5   | Vlag van Frankrijk  | Rémy Amieux          | Verdediger   | 17          | 0          | -       | -                | 2    | -    | 933     |
| 14  | Vlag van Denemarken | Kevin Conboy         | Verdediger   | 26          | 1          | 1       | -                | 7    | 1    | 2400    |
| 15  | Vlag van Nederland  | Niels Wellenberg     | Verdediger   | 0           | 0          | -       | -                | -    | -    | 0       |
| 17  | Vlag van Tsjechië   | Pavel Čmovš          | Verdediger   | 21          | 0          | -       | -                | 3    | 1    | 1596    |
| 19  | Vlag van Nederland  | Nathaniel Will       | Verdediger   | 23          | 0          | -       | -                | 1    | -    | 1535    |
| 27  | Vlag van Nederland  | Erwin Stadhouders    | Verdediger   | 0           | 0          | -       | -                | -    | -    | 0       |
| 2   | Vlag van Nederland  | Ramon Zomer          | Verdediger   | 2           | 0          | -       | -                | -    | -    | 180     |
| 6   | Vlag van Noorwegen  | Abdisalam Ibrahim    | Middenvelder | 8           | 1          | -       | -                | 1    | -    | 478     |
| 8   | Vlag van Nederland  | Ryan Koolwijk        | Middenvelder | 33          | 0          | 7       | -                | 5    | -    | 2853    |
| 10  | Vlag van Denemarken | Lasse Schøne         | Middenvelder | 34          | 11         | 3       | 2                | 2    | -    | 2835    |
| 18  | Vlag van Nederland  | Youri Loen           | Middenvelder | 3           | 0          | -       | -                | -    | -    | 78      |
| 20  | Vlag van Nederland  | John Goossens        | Middenvelder | 12          | 3          | -       | 1                | 3    | -    | 560     |
| 23  | Vlag van Nederland  | Nick van der Velden  | Middenvelder | 28          | 2          | 2       | -                | 6    | -    | 1549    |
| 25  | Vlag van Nederland  | Navarone Foor        | Middenvelder | 28          | 1          | 6       | 2                | 3    | -    | 1366    |
| 32  | Vlag van Hongarije  | Krisztián Vadócz     | Middenvelder | 29          | 1          | 1       | -                | 1    | -    | 2323    |
| 7   | Vlag van Nederland  | Leroy George         | Aanvaller    | 28          | 5          | 2       | 2                | 3    | -    | 1965    |
| 11  | Vlag van Nederland  | Melvin Platje        | Aanvaller    | 28          | 6          | -       | 1                | -    | -    | 1148    |
| 16  | Vlag van Nederland  | Stef Nijland         | Aanvaller    | 15          | 1          | -       | -                | 1    | -    | 602     |
| 21  | Vlag van Nederland  | Cayfano Latupeirissa | Aanvaller    | 7           | 0          | -       | -                | -    | -    | 285     |
| 24  | Vlag van Nederland  | Dammyano Grootfaam   | Aanvaller    | 3           | 0          | -       | -                | -    | -    | 187     |
| 9   | Vlag van Nederland  | Género Zeefuik       | Aanvaller    | 28          | 6          | 4       | -                | 1    | -    | 2061    |
| 28  | Vlag van Hongarije  | Márton Eppel         | Aanvaller    | 1           | 0          | -       | -                | -    | -    | 21      |

## Technische staf
- Hoofdtrainer: Alex Pastoor
- Assistent-trainer: Ron de Groot
- Assistent-trainer: Jack de Gier
- Assistent-trainer: Anton Janssen
- Assistent-trainer/keeperstrainer: Wilfried Brookhuis
- Conditietrainer/Fysiotherapeut: Han Tijshen
- Fysiotherapeut: Michel de Gruyter
- Clubarts: Sjoerd Jan de Vries
- Teammanager: Ton Spaan
- Materiaalman: Herman Jansen
- Hoofd-opleidingen: Teun Jacobs

## Transfers

### Aangetrokken
| Nat. | Naam                | Van                          | Type          | Contract tot | Transfersom  | Periode     |
| ---- | ------------------- | ---------------------------- | ------------- | ------------ | ------------ | ----------- |
| NL   | Erwin Stadhouders   | N.E.C./FC Oss A1             | Transfer      | medio 2013   | n.v.t.       | Zomer       |
| NL   | Navarone Foor       | N.E.C./FC Oss A1             | Transfer      | medio 2013   | n.v.t.       | Zomer       |
| CZ   | Pavel Čmovš         | BV Veendam                   | Einde verhuur | medio 2013   | n.v.t.       | Zomer       |
| NL   | Melvin Platje       | FC Volendam                  | Transfer      | medio 2013   | n.v.t.       | Zomer       |
| NL   | Ryan Koolwijk       | Excelsior                    | Transfer      | medio 2014   | n.v.t.       | Zomer       |
| NL   | Joshua Smits        | De Treffers A1               | Transfer      |              | n.v.t.       | Zomer       |
| NL   | Stef Nijland        | PSV                          | Huur          |              | 250.000      | Zomer       |
| NL   | Nick van der Velden | AZ                           | Transfer      |              | Transfervrij | Zomer       |
| NO   | Abdisalam Ibrahim   | Manchester City              | Huur          |              | n.v.t.       | Zomer       |
| HU   | Márton Eppel        | MTK Boedapest                | Tranfer       | Medio 2012   | Transfervrij | Zomer       |
| NL   | Cees Paauwe         | Quick '20                    | Transfer      |              | n.v.t.       | Zomer       |
| DK   | Kevin Conboy        | Esbjerg fB                   | Transfer      |              | n.n.b.       | Zomer       |
| NL   | Género Zeefuik      | PSV                          | Huur          |              | n.v.t.       | Zomer       |
| HU   | Krisztian Vadocz    | CA Osasuna                   | Transfer      |              | Transfervrij | Zomer       |
| HU   | Zoltán Szélesi      | Ethnikos Olympiakos Volos FC | Transfer      |              | Transfervrij | Tussentijds |

### Vertrokken
| Nat. | Naam               | Naar             | Type               | Transfersom | Periode |
| ---- | ------------------ | ---------------- | ------------------ | ----------- | ------- |
| NL   | Mark Otten         | Ferencvárosi TC  | Einde contract     | n.v.t.      | Zomer   |
| NL   | Bas Sibum          | Alemannia Aachen | Transfer           | n.v.t.      | Zomer   |
| NL   | Ryan van Dijk      | FC Oss           | Einde contract     | n.v.t.      | Zomer   |
| NL   | Joost Ebergen      | FC Oss           | Einde contract     | n.v.t.      | Zomer   |
| BA   | Adnan Šećerović    | Roda JC          | Einde Huur         | n.v.t.      | Zomer   |
| BE   | Björn Vleminckx    | Club Brugge      | Transfer           | € 3.300.000 | Zomer   |
| BE   | Thomas Chatelle    | RSC Anderlecht   | Einde huur         | n.v.t.      | Zomer   |
| NL   | Lorenzo Davids     | FC Augsburg      | Transfer           | n.v.t.      | Zomer   |
| DK   | Niki Zimling       | Udinese          | Einde huur         | n.v.t.      | Zomer   |
| NL   | Furkan Alakmak     | RKC Waalwijk     | Transfer           | n.v.t.      | Zomer   |
| NL   | Rick ten Voorde    | RKC Waalwijk     | Verhuur            | n.v.t.      | Zomer   |
| NL   | Ramon Zomer        | sc Heerenveen    | Transfer           | € 650.000   | Zomer   |
| NL   | Jasper Cillessen   | Ajax             | Transfer           | € 3.225.000 | Zomer   |
| SE   | Erton Fejzullahu   | Mjällby AIF      | Verhuur            | n.v.t.      | Zomer   |
| NL   | Luuk Koopmans      | SV OSS '20       | Einde contract     | n.v.t.      | Zomer   |
| NL   | Dammyano Grootfaam | FC Oss           | Verhuur            | n.v.t.      | Winter  |
| HU   | Marton Eppel       | Paksi SE         | Contract ontbonden | n.v.t.      | Winter  |

ADO Den Haag ·
Ajax ·
AZ ·
Excelsior ·
Feyenoord ·
De Graafschap ·
FC Groningen ·
sc Heerenveen ·
Heracles Almelo ·
NAC Breda ·
N.E.C. ·
PSV ·
RKC Waalwijk ·
Roda JC Kerkrade ·
FC Twente ·
FC Utrecht ·
Vitesse ·
VVV-Venlo